# Zan
"Zan" (残-ZAN-) é um single da banda japonesa de rock Dir en grey, lançado em 20 de janeiro de 1999 pela East West Japan. Foi usada como tema de encerramento do programa de televisão japonês Ninki-sha de ikou!.
Foi lançado simultaneamente com "Akuro no Oka" e "Yurameki" como os primeiros lançamentos da banda em uma grande gravadora. Os três foram regravados e incluídos no single "19990120", que foi lançado em 17 de janeiro de 2024 e comemora os 25 anos de estreia da banda em uma grande gravadora.

## Composição
"Zan" foi produzido por Yoshiki, líder da banda X Japan. A faixa título foi composta pelo guitarrista Kaoru enquanto as letras foram escritas pelo vocalista Kyo. O lado B do single é uma versão remixada de "Yurameki", canção que foi composta pelo baterista Shinya.

## Recepção
Alcançou a sexta posição na Oricon Albums Chart e ficou na parada por cinco semanas. Em fevereiro de 1999 foi certificado disco de ouro pela RIAJ por vender mais de 100 mil cópias.
O videoclipe de "Zan" foi apresentado no programa de televisão japonês Music Station, que recebeu muitas críticas da audiência indignada com o conteúdo violento do clipe.

## Faixas
Todas as letras escritas por Kyo. 
| N.º | Título                | Música | Duração |  |
| 1.  | "Zan" (残-ZAN-)       | Kaoru  | 5:06    |  |
| 2.  | "Yurameki S.N.Y. Mix" | Shinya | 5:51    |  |

## Créditos
Dir en grey
- Kyo (京) – vocais
- Kaoru (薫) – guitarra
- Die – guitarra
- Toshiya – baixo
- Shinya – bateria

Créditos adicionais
- Yoshiki – produção